# 南大高駅

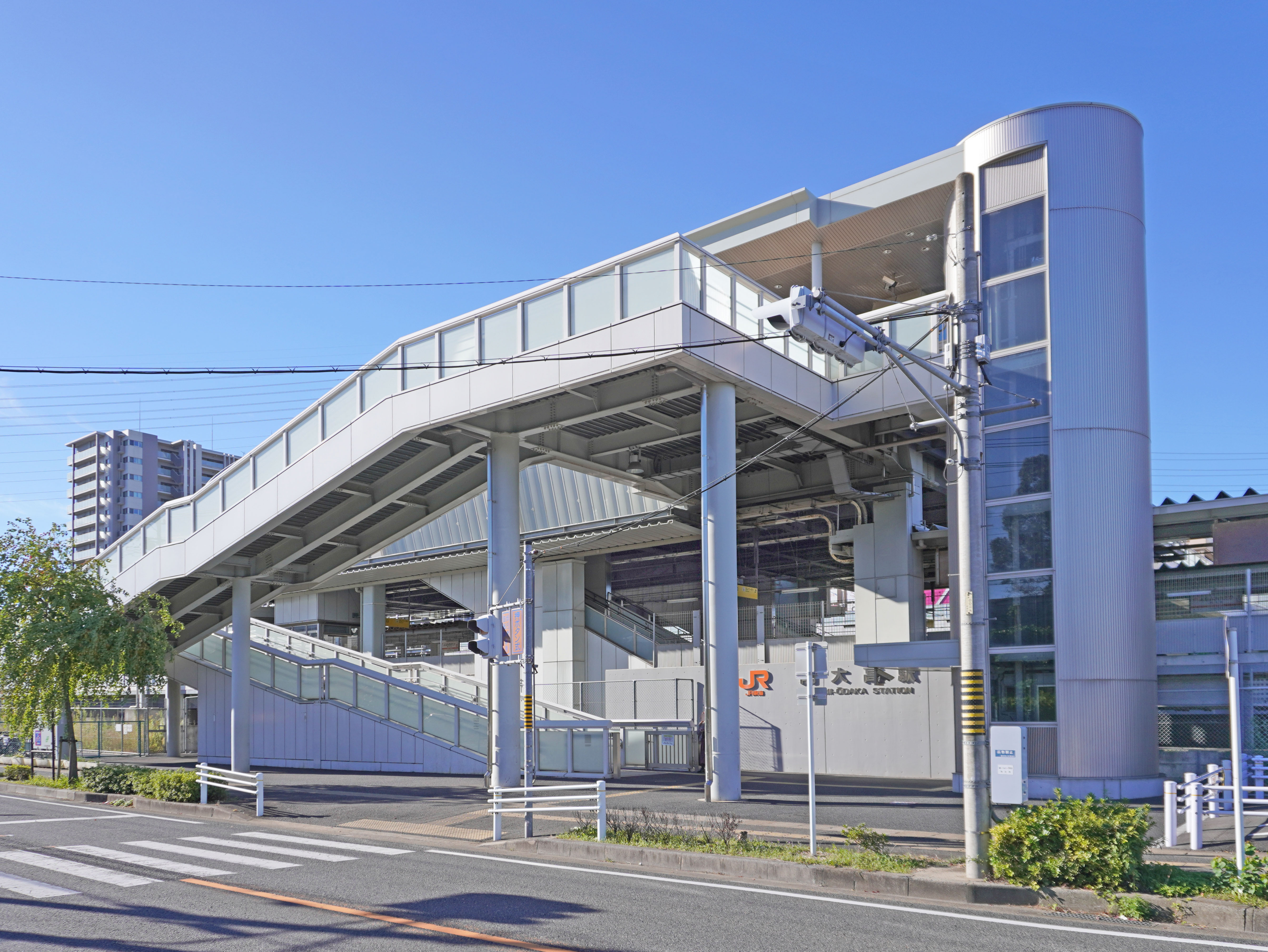
東口（2022年11月）

南大高駅（みなみおおだかえき）は、愛知県名古屋市緑区大高町字池之内にある、東海旅客鉄道（JR東海）東海道本線の駅である。駅番号はCA62。
運行形態の詳細は「東海道線 (名古屋地区)」を参照。

## 概要
名古屋市南東部にある緑区の南部に位置し、JRの駅としては名古屋市内で最も南に位置する。停車する列車は開業時より普通列車のみである。
駅周辺は1995年（平成7年）より区画整理が行われている地域で、イオンモール大高や総合病院南生協病院も進出し、現在に至るまでマンション等の新築ラッシュが続いている。南大高駅はイオンモール大高の開業1年後2009年（平成21年）、同施設に隣接する場所に開設された。
JRの乗車券制度の一つ「特定都区市内制度」では、同制度における「名古屋市内」の駅として設定されている。名古屋市内の範囲の南端は、当駅の開業前は一つ北側の大高駅であったが、当駅開業に伴い新たに当駅が南端となった。

## 歴史
名古屋市大高南地区の特定土地区画整理事業の一環として計画された駅である。請願駅であり、約31億円の事業費は区画整理事業で処分した保留地の開発利益などから賄われた。
- 1994年（平成6年）1月31日：名古屋市の特定土地区画整理事業に基づく新駅設置計画を東海旅客鉄道（JR東海）が了承[3]。
- 2007年（平成19年）4月：JR東海道本線の共和駅 - 大高駅間の新駅として着工[5]。
- 2008年（平成20年）
  - 3月25日：イオンモール大高が駅西側にグランドオープン（プレオープンは3月20日）。
  - 12月15日：JR東海が正式駅名を「南大高駅」に決定[5]。
- 2009年（平成21年）3月14日：東海道本線の共和駅 - 大高駅間に新設開業。始発列車から営業を開始。

## 駅構造

### ホーム・配線
島式ホーム1面2線と単式ホーム1面1線からなる合計2面3線の地上駅（橋上駅）。基本的には名古屋方面が2番線を、豊橋方面が3番線を使用するが、平日の名古屋方面の普通列車の一部は待避線である1番線を使用する。ホームはいずれも9両分程度の長さがある。

#### のりば
| 番線 | 路線          | 方向 | 行先             |
| ---- | ------------- | ---- | ---------------- |
| 1・2 | CA 東海道本線 | 下り | 名古屋・大垣方面 |
| 3    | CA 東海道本線 | 上り | 岡崎・豊橋方面   |

（出典：JR東海:駅構内図）

### 駅舎・設備
駅舎はホーム上空に設置された橋上駅舎で、駅の西と東を結ぶ自由通路を併設する。駅舎・ホーム間を結ぶ階段が1か所ずつあるほか、駅舎・ホーム間と自由通路に2基ずつ、合計4基のエレベーターが設置されている。駅舎と自由通路をあわせた面積は約1,530平方メートルである。イオンモール大高への連絡通路がある。
JR東海交通事業の職員が業務を担当する業務委託駅で、大府駅が当駅を管理している。JR全線きっぷうりば、TOICA対応自動券売機、TOICAチャージ機（改札内）が設置されている。ほぼ終日営業を行っているが一部の時間帯は窓口が閉鎖となる。

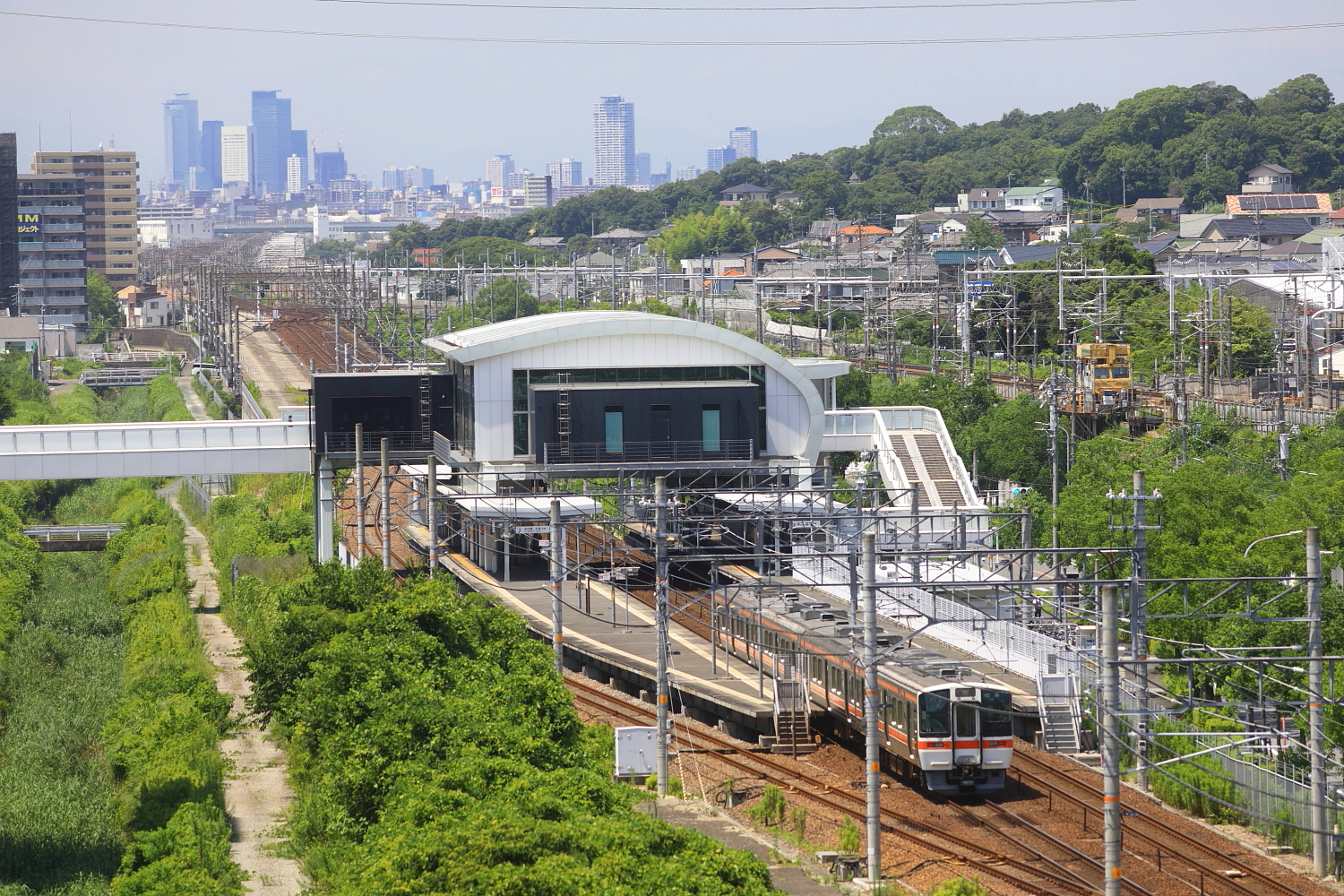
駅遠景（2022年7月）
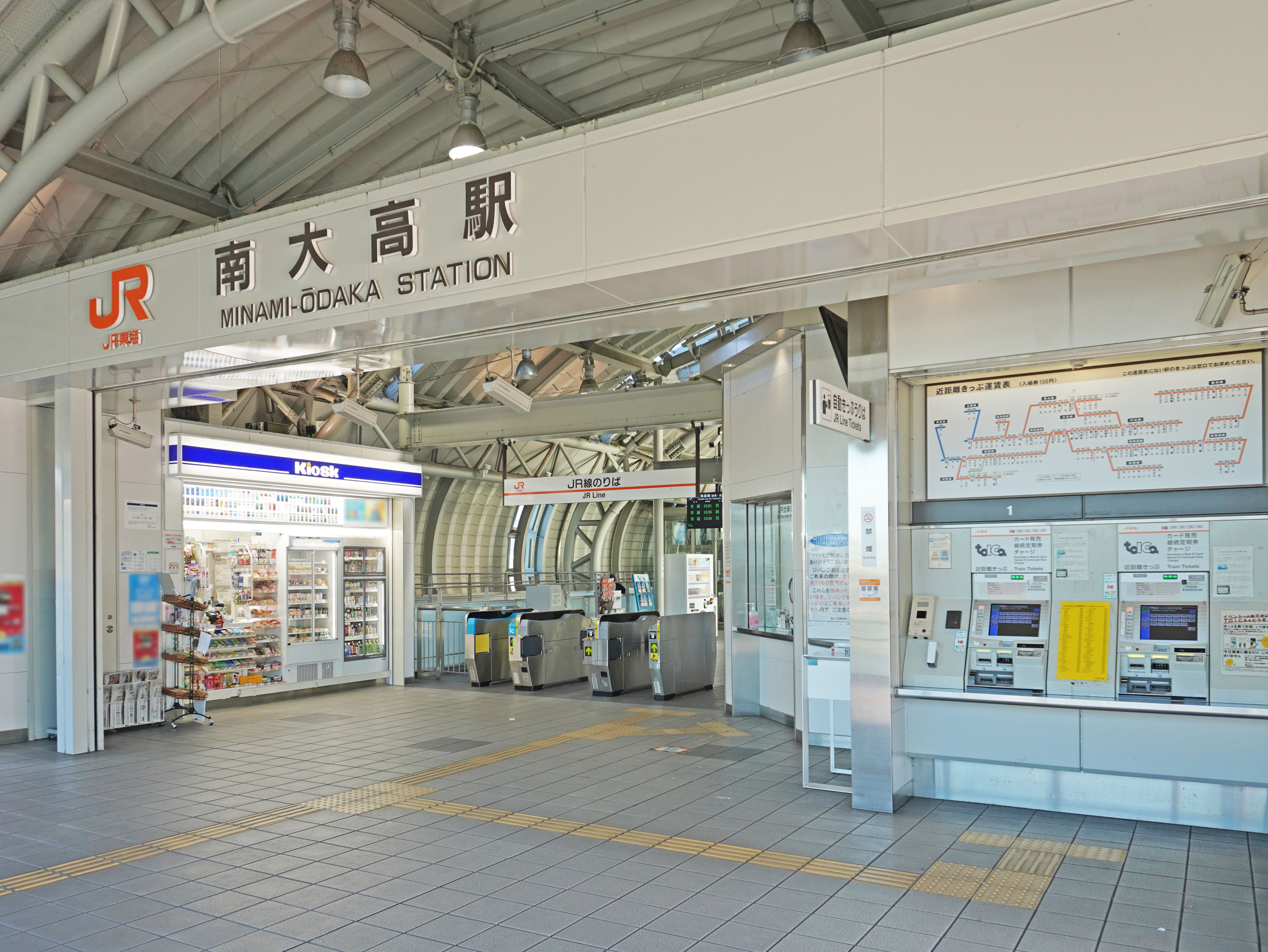
改札口（2022年11月）
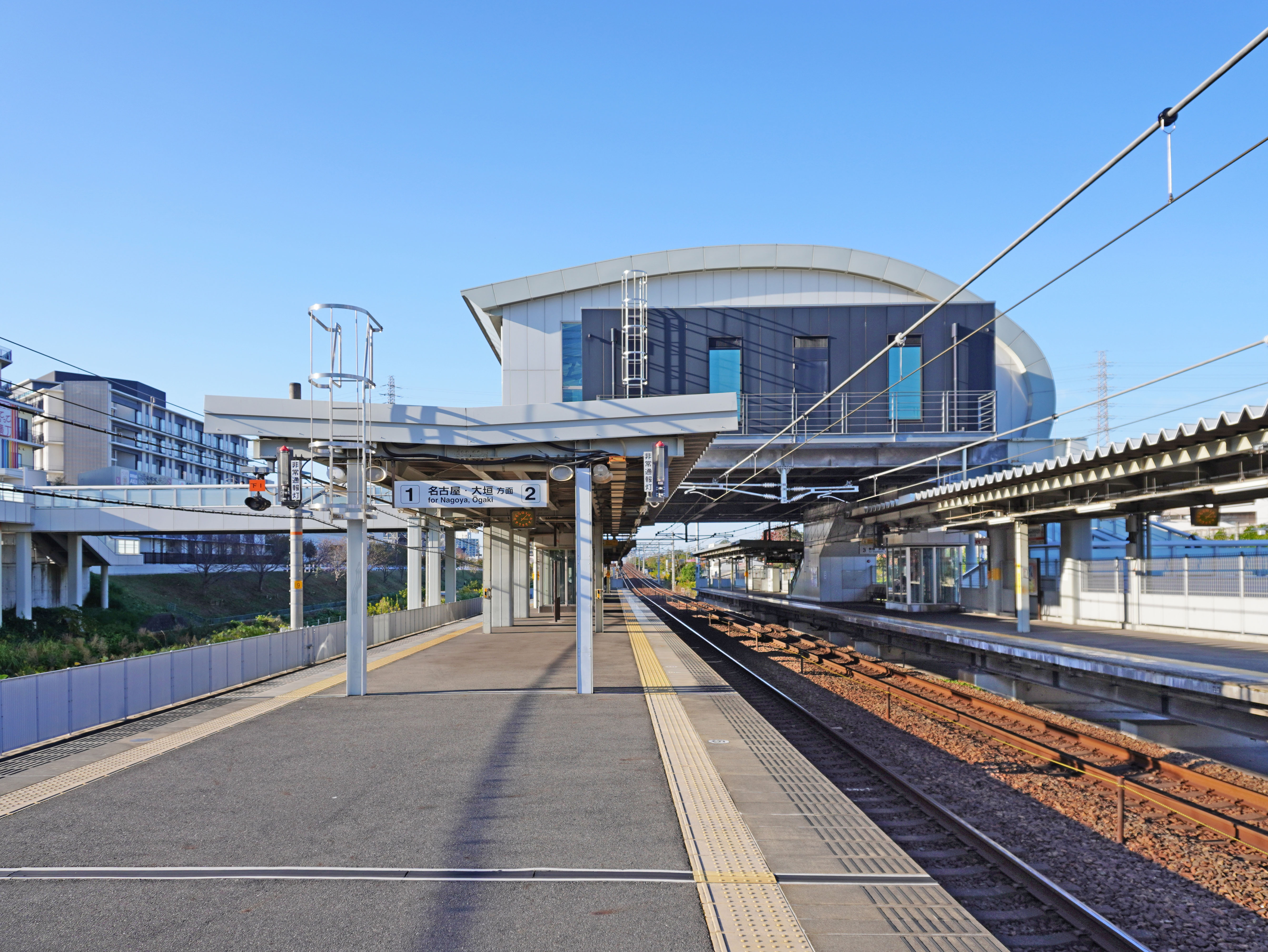
ホーム（2022年11月）
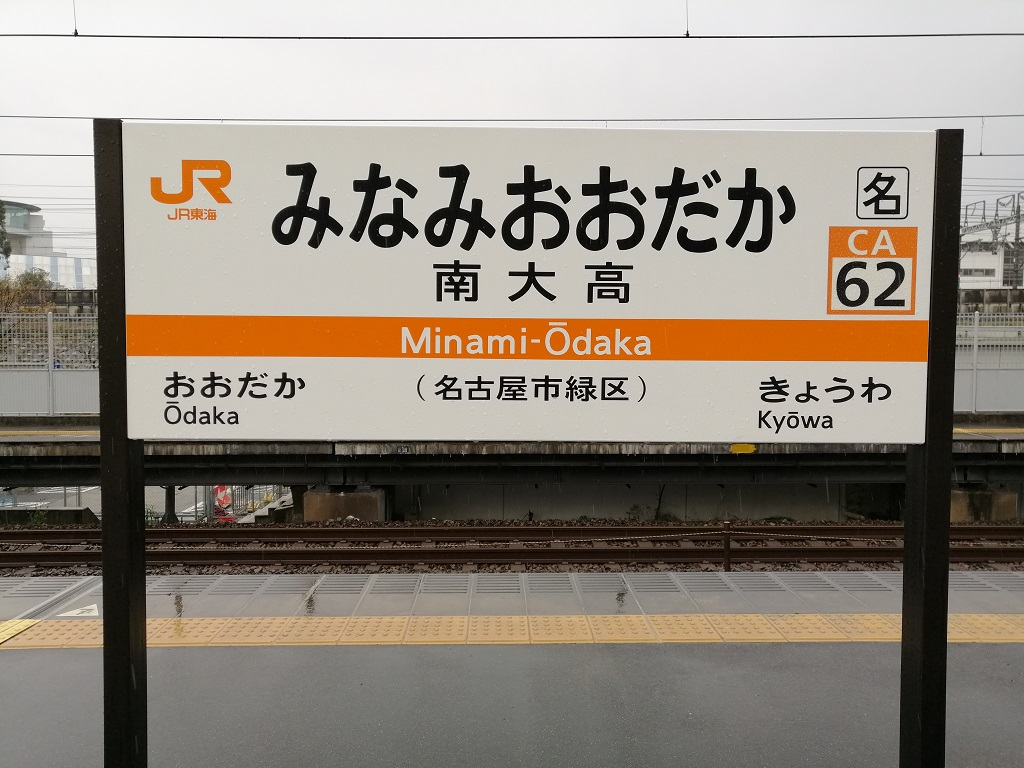
駅名標（2020年4月）

## 利用状況
「名古屋市統計年鑑」によると、2018年（平成30年）度の1日平均乗車人員は6,845人である。年々利用者は増加傾向にあり、北隣の大高駅より多くなっている。 
各年度の1日平均乗車人員は以下の通り。
| 年度   | 1日平均 乗車人員 |
| ------ | ---------------- |
| 2008年 | 3,266            |
| 2009年 | 3,161            |
| 2010年 | 4,343            |
| 2011年 | 4,819            |
| 2012年 | 5,319            |
| 2013年 | 5,657            |
| 2014年 | 6,211            |
| 2015年 | 6,458            |
| 2016年 | 6,738            |
| 2017年 | 6,719            |
| 2018年 | 6,845            |

## 駅周辺
駅周辺は土地区画整理事業（大高南特定土地区画整理事業）が1995年（平成7年）6月から2012年（平成24年）3月にかけて実施され近年発展した地域である。駅の西側にはイオンモール大高が隣接し、その北隣には総合病院南生協病院が並ぶ。また、駅の南0.5kmほどの位置に、国内最大の高速道路接続本数を擁する名古屋南ジャンクションがあり、自動車によるアクセスも良好なため、これらの施設には遠方からの利用者も多い。周囲では2011年までを目処とした宅地開発が実施されていた。
駅周辺の施設には、以下のものなどがある。
| - 大高緑地 - 名四国道 - 国道23号 - 共和インターチェンジ - 名古屋南インターチェンジ - 名古屋環状2号線 - 国道302号 - 名古屋第二環状自動車道（名二環） | - 伊勢湾岸自動車道 名古屋南インターチェンジ - 四日市方面の入り口と、豊田方面の出口のみ。 - 名古屋高速3号大高線 大高ランプ - 愛知県道50号名古屋碧南線 - イオンモール大高 - キャンドゥ イオンモール大高店 - 総合病院南生協病院 - 名古屋グランドボウル - 名古屋レジャーランド 大高店 - 緑ヶ丘自動車学校 - フェルナ 森の里店 |

## バス路線
駅に近接するバス停留所（バス停）は、西口側の駅前広場にある「南大高駅」（駅の開業にあわせ新設）と、東口側を通る愛知県道50号名古屋碧南線上に設置された「南大高駅東」（2009年（平成21年）4月1日に改称、それまでは「大高町文久山」）がある。
どちらのバス停も名古屋市営バスが使用している。停車する系統は以下の通り。
南大高駅
- 鳴子13号系統：地下鉄鳴子北
- 鳴海11号系統（右回り、左回り）：名鉄鳴海方面
- 鳴海12号系統：有松町口無池 / 要町

南大高駅東
- 緑巡回系統：藤田医科大学病院 / 名鉄有松

その他、名鉄バスがイオンモール大高西側より、イオンモール大高 - 大高緑地西  -名鉄名古屋本線 鳴海駅までを結ぶ、有料シャトルバスも運行されている。

## 隣の駅
東海旅客鉄道（JR東海）
CA 東海道本線
■特別快速・■新快速・■快速・■区間快速
通過
■普通
共和駅 (CA61) - 南大高駅 (CA62) - 大高駅 (CA63)